# بیل دی بلازیو
بیل دی بلازیو‎/dɪˈblɑːzioʊ/‎ (Bill de Blasio) (با نام شناسنامه‌ای وارن ویلهلم جونیور) (زاده ۸ مه ۱۹۶۱ در منهتن) شهردار سابق نیویورک آمریکا است. او در انتخابات ۲۰۱۳ شهرداری نیویورک به پیروزی رسید. وی در این انتخابات رقیب خود «جو لوتا» را با فاصله زیادی پشت سر گذاشت.
او در زمان این پیروزی از مسئولین انتخابی شهر نیویورک بوده و ریاست اداره شهری وکیل عمومی نیویورک سیتی را بر عهده دارد که دادآور بین رای‌دهندگان و دولت شهری است.
بیل دی بلازیو نخستین شهردار نیویورک از حزب دموکرات از سال ۱۹۸۹ است. او از یکم ژانویه ۲۰۱۴ جانشین مایکل بلومبرگ در سمَت شهردار نیویورک می‌شود. بلومبرگ دوازده سال شهرداری نیویورک را برعهده داشت.
بیل دی بلازیو پس از پیروزی در انتخابات، در بروکلین، محله‌ای که در آن بزرگ شده، به دو زبان انگلیسی و اسپانیایی برای هواداران خود سخنرانی کرد. وی در این سخنرانی اعلام کرد که قصد دارد نیویورک را شهری نه تنها برای نخبگان و ثروتمندان بلکه شهری قابل زندگی برای همه بسازد.
بیل دی بلازیو در ۱۱ آوریل در خصوص شیوع ویروس کرونا در نیویورک در یک کنفرانس خبری گفت: «گفتن این که ما نمی‌توانیم مدارس خود را برای باقی مانده‌امسال به حالت گذشته برگردانیم دردناک است، اما من همچنین می‌توانم به شما بگویم که این کار درستی است.» وی که پیش از این دستور داده بود که مدارس دولتی از ابتدای ۱۶ مارس ۲۰۲۰ به منظور جلوگیری از شیوع این بیماری تعطیل شوند و هدف اولیه بازگشایی مجدد در ۲۰ آوریل بود. اما شهردار تصریح کرد که بزودی برایمان مشخص شد که تاریخ در برنامه غیر واقعی است زیرا شهر نیویورک به عنوان نقطه حساس شیوع ویروس کرونا در آمریکا ظاهر شد.

## پیشینه

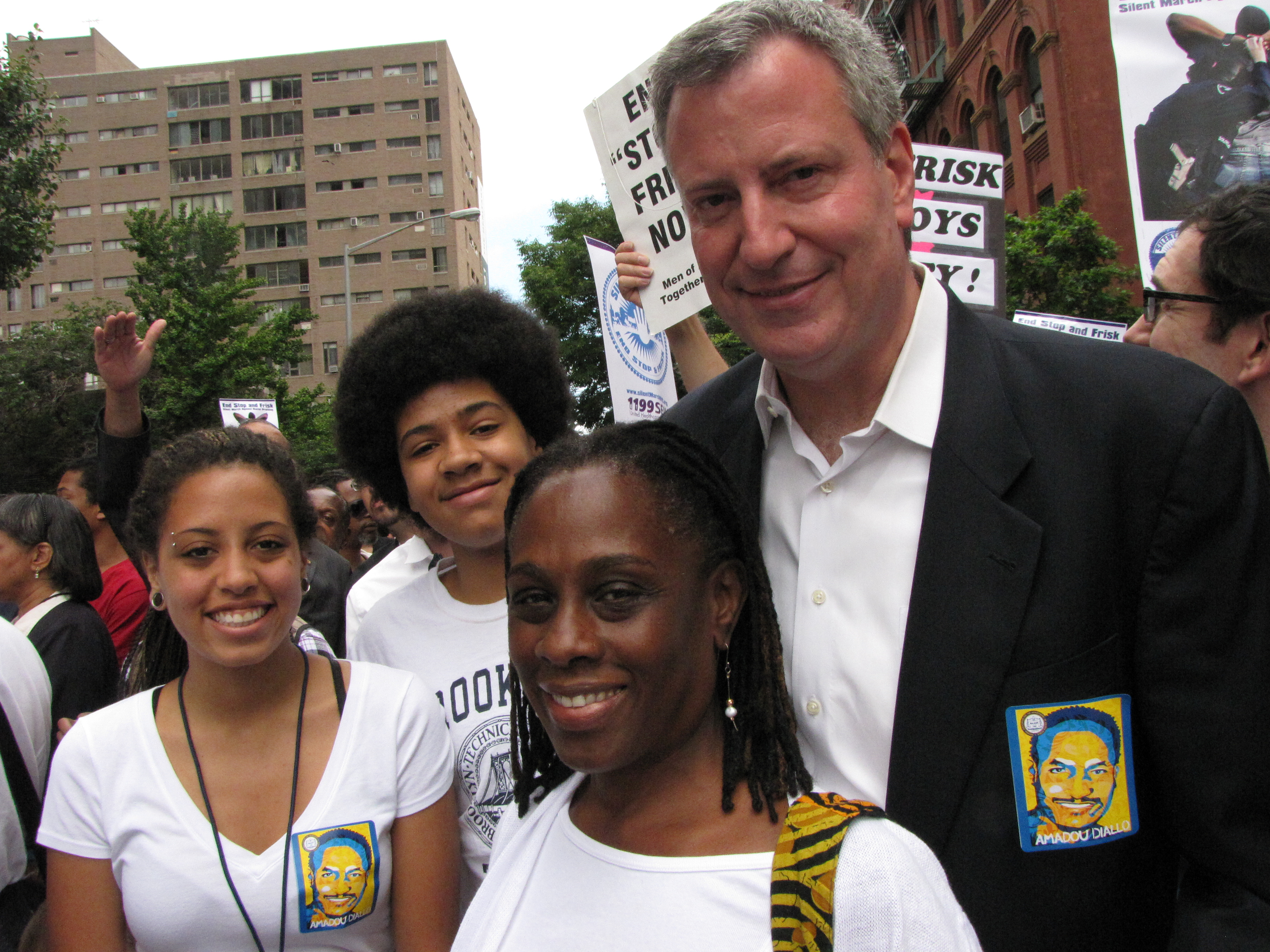
بیل ده بلزیو و خانواده

پدر بیل دی بلازیو آمریکایی از تبار آلمانی است و والدین مادر او از آمریکایی‌های ایتالیایی‌تبار بودند.
او در کمبریج ایالت ماساچوست بزرگ شد. پدر و مادر او در زمانی که او هشت‌ساله بود از هم جدا شدند. عموی او، دانلد جرج ویلهم جونیور برای سیا در ایران کار می‌کرد و به‌طور مخفیانه خاطرات محمدرضا پهلوی را می‌نوشت.
همسر آقای دی بلازیو از آمریکاییان سیاه‌پوست است.
بیل در دانشگاه نیویورک تحصیل کرد و از دانشگاه کلمبیا مدرک در رشته امور بین‌الملل دریافت کرد.

## کمپین ریاست‌جمهوری ۲۰۲۰
کمپین ریاست‌جمهوری بیل دی بلازیو برای انتخابات ۲۰۲۰ آمریکا در تاریخ ۱۶ مه ۲۰۱۹ با اعلام او از طریق یوتیوب شروع به کار کرد. شعار کمپین بلازیو، «اول مردم در حال کار» بود. بیل دی بلازیو در هنگام اعلام نامزدی شهردار نیویورک بود. کمپین بلازیو در ۲۰ سپتامبر ۲۰۱۹ به دلیل شکست در نظرسنجی‌ها و عدم موفقیت در جلب حمایت مالی، پایان یافت.

## کووید۱۹
در ۲۸ آوریل ۲۰۲۰ بیل دی بلازیو، شهردار نیویورک از استخدام هزار نفر به عنوان ردیاب ویروس کووید۱۹خبر داد. این اشخاص، به محض اعلام نتیجه مثبت تست کرونای بیمار، به دنبال ردیابی تمامی افرادی که با فرد بیمار در ارتباط بوده، می‌روند تا تعداد بیشتری آزمایش شده یا در قرنطینه قرار بگیرند. نیویورک بیشترین میزان ابتلا و مرگ بر اثر کرونا در آمریکا را دارد.